# Kaduna Challenger 1980
Il Kaduna Challenger 1980 è stato un torneo di tennis facente parte della categoria ATP Challenger Series nell'ambito dell'ATP Challenger Series 1980. Il torneo si è giocato a Kaduna in Nigeria dal 3 al 9 marzo 1980 su campi in terra rossa.

## Vincitori

### Singolare
Chris Mayotte ha battuto in finale  John Feaver con il punteggio di 1–6, 6–3, 6–3

### Doppio
Chris Mayotte /  Larry Stefanki hanno battuto in finale  Robin Drysdale /  John Feaver con il punteggio di 6–4, 3–6, 6–2